# Siheung-dong
Siheung-dong là một dong, phường của Geumcheon-gu ở Seoul, Hàn Quốc.

## Liên kết
- Trang chính thức Geumcheon-gu
- (tiếng Hàn) Bản đồ Geumcheon-gu tại trang chính thức Geumcheon-gu
- (tiếng Hàn) Trang chính thức dân cư Siheung 1-dong